# Pył wodny
Pył wodny – rodzaj hydrometeorów (opadów) unoszących się w powietrzu. Jest to zbiór kropelek porwanych przez wiatr ze sfalowanych powierzchni wodnych.